# مقبلة
مقبلة سدير هي إحدى المراكز التابعة لمنطقة الرياض في السعودية. وتبعد عن الرياض بمسافة تقارب (150) كم.

## موقعها
تقع بين حوطة سدير وجنوبية سدير

## معالمها
يوجد بمركز مقبلة سدير بعض المعالم المعروفة ومنها وادي الفقي والذي يعتبر من أبرز معالمها، إضافة إلى قارة بني العنبر.

## المارجع
1. ↑  إمارة منطقة الرياض